# Emile Eischen
Emile Eischen (Luxembourg, 1907. augusztus 8. – 1983. október 19.) luxemburgi nemzetközi labdarúgó-játékvezető.

## Pályafutása

### Nemzetközi játékvezetés
A Luxemburgi labdarúgó-szövetség Játékvezető Bizottsága (JB) 1946-ban terjesztette fel nemzetközi játékvezetőnek, a Nemzetközi Labdarúgó-szövetség (FIFA) bíróinak keretébe. Több nemzetek közötti válogatott és klubmérkőzést vezetett, vagy működő társának partbíróként segített. 
Az aktív nemzetközi játékvezetéstől 1946-ban  búcsúzott. Válogatott mérkőzéseinek száma: 1.

## Magyar vonatkozás
| Időpont           | Helyszín                                | Mérkőzés típusa          | Mérkőzés               | Eredmény | Nézők száma |
| ----------------- | --------------------------------------- | ------------------------ | ---------------------- | -------- | ----------- |
| 1946. október 30. | Esch-Uelzecht Stadion, Esch-sur-Alzette | 247. válogatott mérkőzés | Luxemburg–Magyarország | 2 : 7    | 3 000       |